# Steven Woolfe
Steven Marcus Woolfe (Manchester, 6 ottobre 1967) è un politico britannico, membro dell'UKIP ed europarlamentare dal 2014 al 2019.

## Biografia
Si è laureato in giurisprudenza presso l'Università di Aberystwyth, dopo di che ha lavorato come avvocato, fornendo consulenza in materia di diritto penale e familiare. Successivamente ha iniziato a esercitare nel settore finanziario. Nel 2000 entra a far parte del Partito Conservatore; l'ha lasciato nel 2010 e nello stesso anno è stato coinvolto nell'attività politica all'interno del Partito per l'Indipendenza del Regno Unito, facente parte del suo Comitato esecutivo nazionale. Nel 2012, ha corso per l'ufficio di Commissario per la polizia e il crimine per la Greater Manchester.
Alle elezioni europee del 2014, ha ottenuto il mandato di europarlamentare della VIII legislatura con l'UKIP. Nell'ottobre 2016, ha dichiarato che avrebbe preso parte alle elezioni per il leader dell'UKIP, dopo che è stato annunciato che Diane James si è dimessa una dozzina di giorni dopo la sua elezione. Nello stesso mese, Steven Woolfe è stato ricoverato in ospedale per diversi giorni, secondo lui sarebbe stato colpito da un altro attivista del partito - Mike Hookem. Il 17 ottobre 2016, ha annunciato il suo ritiro dal Partito per l'Indipendenza del Regno Unito. Ha richiesto la riammissione al Partito Conservatore, ma la sua candidatura nel 2018 è stata bloccata.